# Best Western
La Best Western International è una catena alberghiera che comprende circa 4.200 hotel indipendenti diffusi in 86 paesi.

## Storia
La storia di Best Western iniziò nel 1946 negli USA grazie a Merile Key Guertin, intraprendente albergatore che puntò alla collaborazione tra operatori alberghieri con l'obiettivo di generare vantaggi anche per i singoli.
Si consorziarono 50 albergatori e diedero vita a Best Western. Il neonato gruppo offrì subito ai viaggiatori on the road un'accoglienza ospitale, un servizio accurato e prezzi competitivi.
La maggior parte degli hotel si trovava nella West Coast degli Stati Uniti e da qui nasce il nome Best Western. Da allora il brand si diffuse rapidamente in tutto in mondo e approdò in Europa nel 1978.
In Italia arrivò nel 1982. Il 4 settembre di quell'anno a Parigi si firmò l'accordo con Best Western International che sanciva la nascita di Best Western Italia. I primi undici albergatori affiliati furono i pionieri in Italia di una nuova modalità di accoglienza.
L'idea vincente fu l'appartenenza ad una catena alberghiera capace di soddisfare i bisogni di un mercato sempre più esigente e complesso. Il successo fu immediato: in breve tempo le affiliazioni si moltiplicarono, fino ad arrivare nel marzo 2010 a 180 hotel con 12.000 camere in 120 destinazioni business e leisure.

### Programma fedeltà
Uno dei punti di forza del marketing Best Western è il programma Best Western Rewards (BWR), che consente di accumulare punti, semplicemente soggiornando negli alberghi della catena. Vengono, infatti, accreditati 10 punti ogni 0,80 € spesi.

### Sleep&Fly
Negli alberghi in prossimità degli aeroporti è possibile usufruire della promozione Sleep&Fly, la quale consente di dormire vicino all'aeroporto di partenza e di lasciare nel parcheggio/garage dell'albergo l'auto, per tutto il tempo del viaggio. La promozione permette di risparmiare sui costi dei parcheggi degli aeroporti, che possono arrivare fino a 30 € giornalieri. La promozione comprende anche il servizio navetta per l'aeroporto.

### Loghi

Logo usato dal 1993 al 2015